# 400メートルリレー走

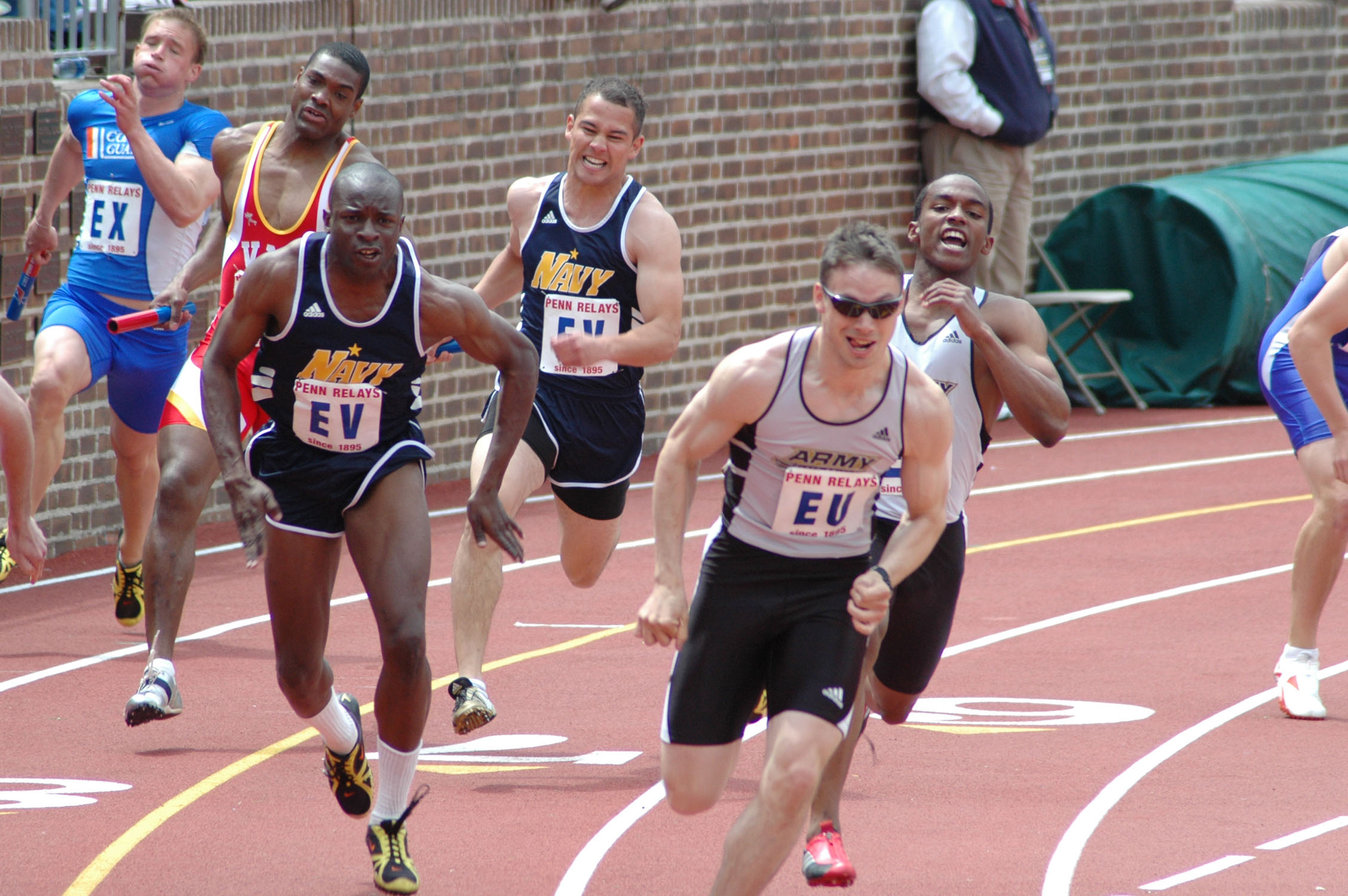
400mリレー走
バトンパスを行う選手

400メートルリレー走（よんひゃくメートルリレーそう、英語: 4x100 metres relay）は、陸上競技のリレー走の一種である。第一走者から第四走者までの4人で100mずつバトンを渡しつないで走り、そのタイムを競う。
4人で合計400メートルを継走することから、日本では4継・四継（よんけい）とも呼ばれ、他に4×100m、400mRなどの略表記がある。

## 概要
個人競技が大勢を占める陸上競技の中では数少ない団体競技の一つ。
第1走者から第4走者までの4人で100mずつバトンを渡しつないで走り、そのタイムを競うものである。第二走者以降はリレーゾーンで加速するため、単純に100mの記録を4倍した数値や選手4人のタイムを合計した数値よりも速い記録が出る。走る速さだけでなくバトンパスの技術も非常に重要で、失敗するとタイムロスになったり最悪失格になったりしてしまう。特に400mリレーでは各走者の走る距離が短い分、バトンワークの優劣が最終的なタイムに大きく影響する。バトンの受け渡しは1600メートルリレーなどとは違い、バトンを受け取る第二走者以降はコース上にマーキングをするなどしてバトンを渡す走者がその位置を通過した際にスタートして速度が乗った状態のまま後方を振り向く事無くバトンの受け渡しを行う。バトンを受け渡す際に落としてしまった場合、レースを続行することはできるが、基本的に挽回は絶望的なレースとなる。バトンを受け取る走者が拾って走るのは失格扱いとなる。
バトンパスの方式は大きく2つに分類され、前後の走者が腕を水平に振り上げ、バトンを受け取る走者が上向きに広げた掌にバトンを置くように渡すオーバーハンドパスが全世界的に主流の方式である。比較的容易に習得でき、バトンパスで双方の走者がバトンの両端を持って渡せるために走者の間隔を大きく取り距離を稼ぐ事ができる。反面バトンを受け取る走者が肩や肘の関節を真後ろに捻じ曲げる無理な体勢を取るため受け渡しの際に速度が落ち、バトンを落とす危険性もやや高い。
バトンを受け取る走者の腰ほどの高さで下向きに開いた掌にバトンを下から差し入れるアンダーハンドパスを採用しているチームもある。伝統的な手法であるが難易度が高く、形だけを完成させるにも熟練を要するため徐々に使われなくなっていった。また低い位置でバトンを受け渡す体勢の関係上、オーバーハンドパスよりも前後の走者が接近する必要があり、距離的な面でも不利である。しかし、バトンを受け取る走者が走るフォームのまま後方に手を伸ばす、というこの方式には走る動作として無理が少なく減速が最小限で済むという大きなメリットがあるため、熟練した選手同士で行えばタイム短縮の可能性もあり近年では再評価されている。他国より個人の体格や走力が劣る日本やフランスなどはアンダーハンドパスを磨き上げ、本競技では国際大会でしばしば上位入賞を果たしている。
第一走者はスタートダッシュに長けている選手、第二走者は直線の速い選手、第三走者はコーナリングのうまい選手、第四走者（アンカー）には走力の高い選手（エース）が入ることが多い。アンカーにはフィニッシュ前での競り合いに負けない勝負強さも必要である。そのために同じ直線走路である第二走者にエースを起用し無用なプレッシャーを減らし走力を存分に発揮させる作戦のチームもあり、第二走者の重要性が高まっている。その他にスタートが得意なエースを第一走者に起用して逃げ切る、コーナーが得意のエースを第三走者に投入して後半一気にリードを広げ勝負に出るなどチーム戦略は様々である。
通常100mや200mのトップ選手が参加することが多いが、障害走ながらほぼ同じ距離を走る男子110メートルハードルの選手や、女子では同じ距離を走る100メートルハードルの選手が起用されることも多い。加えて跳躍競技（主に走幅跳と三段跳）の選手でも短距離走を得意とする場合はリレーメンバーに選ばれ、大きく貢献することもある（日本では南部忠平、世界ではロレンゾ・ライトやウィリー・ホワイト、ハイデ・ローゼンダールなどが該当する）。
また持久力があり、200m同様にコーナリング技術の強さを生かせる400mや400mハードルを本業とする選手がリレーメンバーに選ばれることもある。但しこれは多くの大会の場合、彼らの本職である1600メートルリレー走の決勝と本種目の予選が同一日（最終日の前日）に重なっており、たとえ2、3時間の間隔が開いていてもかけもちが難しい（スタッフも無理をさせたくないのが本音と思われる）という日程面の影響もある。そのため、補欠メンバーとして起用されることが多い。
またこの種目は陸上競技大会の最後に行われることが多く、レース展開も目まぐるしく変化するため、100メートル競走や1600メートルリレーなどと並ぶ大会の花形競技として親しまれている。

## 各国のレベル

### 男子
アメリカとジャマイカの実力が突出しており、これに続く第2グループが7ヶ国ほどある。

#### 日本
2016年リオデジャネイロで出した37秒60のアジア記録樹立により国別歴代ランキングではジャマイカ、アメリカに次ぐ3位（当時）に急浮上した。2019年ドーハで37秒43を記録しアジア記録をさらに更新、国別歴代ランキングではジャマイカ、アメリカ、イギリスに次ぐ4位に位置した。オリンピックではアテネで4位入賞、北京ではアメリカ等の強豪国がバトンパスのミスや引き継ぎ違反で決勝に進めなかったことやジャマイカが競技後にドーピング検査で失格になったこともあって銀メダルを、ロンドンでは4位だったがリオデジャネイロでもアメリカより先着 し銀メダルを獲得した。世界陸上でも、2017年に同国初の銅メダルを獲得、2019年に2大会連続となる銅メダルを獲得した。しかし金メダル獲得へ最大のチャンスと見込まれていた地元東京五輪の決勝でまさかのバトンミスによる途中棄権となった。
リオデジャネイロ五輪、ロンドン世界陸上、ジャカルタアジア大会、ドーハ世界陸上の4年間で出場した選手は山縣亮太(9秒95)(出場当時は10.00）、飯塚翔太(10秒08)、桐生祥秀(9秒98)、ケンブリッジ飛鳥(10秒03)(出場当時は10秒08)、多田修平(10秒01)（出場当時は10.07）、藤光謙司(10秒22)、小池祐貴(9秒98)、白石黄良々(10秒19)、サニブラウン・アブデル・ハキーム(9秒97)の9人が出場しており、近年はより豊富な選手層を誇っている。
（2017年に桐生祥秀が100m9秒台を出しているが、五輪や世界陸上でメダルを獲得した当時は）100m10秒を切る選手がいない中での好成績に世界のトップアスリートも関心を持ち、リオデジャネイロで銀メダルを獲得した際、オリンピック3大会連続2冠(100m、200m)・2大会連続3冠(100m、200m、400mリレー)のウサイン・ボルトは「日本はチームワークがいい。この数年彼らを見てきたが、彼らはいつもバトンの扱いが素晴らしい」と評価し、同大会100m銀メダリストのジャスティン・ガトリンも「バトンパスに集中して練習している。一年中一緒にレースするからチームワークもよくなるんだろう」と述べるなど、チームワークのよさとバトンの受け渡しのよさを絶賛している。

#### ジャマイカ
世界記録保持者のウサイン・ボルトがメンバーに入っていた時期は圧倒的強さを誇っており、ロンドンオリンピックで世界記録を塗り替えている。アメリカと比較してもバトンミスが少なく、世界陸上でも2007年大阪大会以降はメダルを獲得しており、さらに2009年ベルリン大会以降は金メダルを取り続けている。しかし、2017年ロンドン大会ではアンカーのウサイン・ボルトが足を痛めたため途中棄権、絶対的エースのボルトが引退した後の2019年ドーハ大会では決勝進出を逃している。北京オリンピックでは世界記録による1着に入ったが、2017年1月にネスタ・カーターのドーピング違反により失格の裁定が下り、金メダルをはく奪された。但しロンドンオリンピックにて北京オリンピックの記録を上回っていることから世界記録保持者であることは変わらない。

#### アメリカ
世界トップレベルに位置するアメリカであるが、男子に関して21世紀に開催されたオリンピックではアテネの銀メダルが最高であり、北京ではバトン落下による途中棄権、ロンドンでは2着であったが3走のタイソン・ゲイが薬物規定違反を犯したことでメダルはく奪、リオデジャネイロでは日本に先着され、その後1走から2走へバトンパスを行なったのがテイクオーバーゾーン外であったことから失格に、東京ではまさかの予選敗退、そしてパリではまたもや1走2走のバトンパスで失格となり、5大会連続でメダルを逃している。世界陸上でも2007年大阪大会、2019年ドーハ大会、、2023年ブダペスト大会では金メダル（37.10のアメリカ新記録）、2013年モスクワ大会、2017年ロンドン大会、2022年ユージーン大会では銀メダルを獲得しているが、その他の大会では失格になることが多い。

#### 中国
アジアでは日本と競争相手にあるのが中国である。アジア出身選手初の100m9秒台を記録した蘇炳添(9秒83)や200mアジア記録保持者の謝震業(19秒88)、張培萌(10秒00)などを擁し、2014年アジア競技大会にて日本が保持していたアジア記録を更新し、アジア初の37秒台に突入して金メダルを獲得。2015年の北京大会ではジャマイカに次ぐ銀メダルを獲得している。翌年迎えたリオデジャネイロオリンピックでも予選1組目でアメリカに次ぐ2着に入っており、アジア記録を一時的に更新していた（その後2組目で1位になった日本に更新されている）。決勝でも4位に入り、日本と並ぶ世界の強豪国に位置付けられている。ジャカルタアジア大会では謝震業や張培萌、呉智強などのエース級の選手を欠き、日本とインドネシアに敗れ銅メダルを獲得した。

#### イギリス
イギリスは2004年のアテネオリンピックで金メダルを獲得、地元開催となった2017年世界陸上競技選手権大会ではヨーロッパ新記録となる37秒47で金メダルを獲得、2019年世界陸上競技選手権大会ではヨーロッパ記録をさらに更新する37秒36で銀メダルを獲得、国別歴代ランキングでは3位に位置している。圧倒的な選手層の厚さやバトンワークで誰がどの区間に入っても安定した記録や順位をマークする実力を持つ。アダム・ジェミリやザーネル・ヒューズ、ネサニエル・ミッチェルブレークなどの個人で活躍する選手やリチャード・キルティ、ハリー・エイキンス・アリエーティなど主にリレーのサブで活躍する選手が十分に揃っている。

#### トリニダード・トバゴ
トリニダード・トバゴも強豪であり、北京とロンドンで2着に入り、北京ではジャマイカの失格により金メダル、ロンドンでは銀メダルを獲得している。リオデジャネイロでも決勝に進出たが、レーン侵害による失格となり3大会連続のメダルを逃している。

#### ブラジル
かつて北京五輪やリオデジャネイロ五輪で入賞するなどの功績は持っていたが、2019年世界リレーで優勝を果たし、ドーハ世界陸上では37秒台に突入するなど急成長を遂げた。

#### 南アフリカ
2019年世界リレーで好記録を残し、ドーハ世界陸上の予選ではアフリカ記録を更新する37秒65を記録し、現在国別歴代ランキングで日本に次ぐ5位に位置している。エースのアカニ・シンビネを擁する。2021年の同大会では優勝を果たした。

#### イタリア
2021年の東京五輪で、100mで優勝したマルセル・ジェイコブスを擁し優勝。同大会で旋風を巻き起こしたイタリア短距離界に今後注目が集まるか。

#### カナダ
世界陸上では95年ヨーテボリ大会、97年アテネ大会、22年ユージーン大会で金メダルを獲得している古豪。オリンピックでも、24年パリ大会で金メダルを勝ち取った。

### 女子
女子ではアメリカ、ジャマイカ、ロシアが強豪国となっている。

#### 日本
1932年ロサンゼルスオリンピックで5位に入賞するも、全体的にはオリンピックの出場枠が得られる上位16位に入れるかどうかのレベルで、一時は代表チーム自体の派遣がない時期が続いた。近年では2009年、2011年に日本記録を更新し、2012年ロンドンオリンピックで1964年東京オリンピック以来48年（12大会）ぶりに出場した。

#### アメリカ
ロンドンで金メダル、リオデジャネイロでは予選で一度は失格になったが抗議の結果ブラジルからの妨害が認められ、アメリカだけの再レースで予選総合8位だった中国の記録を上回り決勝へ進出。2大会連続の金メダルを獲得している。

## 男子
| 記録          | タイム | 名前 | 所属                 | 日付          | 場所             |
| 世界          | 世界   | 世界 | 世界                 | 世界          | 世界             |
| ------------- | ------ | --- | -------------------- | ------------- | ---------------- |
| 世界          | 36秒84 | ネスタ・カーター、マイケル・フレイター、ヨハン・ブレーク、ウサイン・ボルト                                           | ジャマイカ           | 2012年8月11日 | ロンドン         |
| U20世界       | 38秒51 | Mihlali Xhotyeni、Sinesipho Dambile、Letlhogonolo Moleyane、Benjamin Richardson                                      | 南アフリカ共和国     | 2021年8月23日 | ナイロビ         |
| U18世界最高   | 39秒97 | Michali Everett、Tyreke Wilson、Jevaughn Powell、Michael Stephens                                                    | ジャマイカ           | 2017年4月16日 | ウィレムスタット |
| エリア        |        | |                      |               |                  |
| アジア        | 37秒43 | 多田修平、白石黄良々、桐生祥秀、サニブラウン・アブデル・ハキーム                                                     | 日本                 | 2019年10月5日 | ドーハ           |
| アフリカ      | 37秒65 | タンド・ドゥロドゥロ、サイモン・マガクウェ、クラレンス・ムニャイ、アカニ・シンビネ                                   | 南アフリカ共和国     | 2019年10月4日 | ドーハ           |
| 南米          | 37秒72 | ロドリゴ・ドゥ・ナシメント、ヴィトール・ウーゴ・ドス・サントス、デリック・シルバ、パウロ・アンドレ・デ・オリヴェイラ | ブラジル             | 2019年10月5日 | ドーハ           |
| ヨーロッパ    | 37秒36 | アダム・ジェミリ、ツァーネル・ヒューズ、リチャード・キルティ、ネサニエル・ミッチェル・ブレーク                       | イギリス             | 2019年10月5日 | ドーハ           |
| 北中米カリブ  | 36秒84 | ネスタ・カーター、マイケル・フレイター、ヨハン・ブレーク、ウサイン・ボルト                                           | ジャマイカ           | 2012年8月11日 | ロンドン         |
| オセアニア    | 38秒17 | ポール・ヘンダーソン、ティム・ジャクソン、スティーブ・ブリマコム、ダミアン・マーシュ                                 | オーストラリア       | 1995年8月12日 | ヨーテボリ       |
| オセアニア    | 38秒17 | アンソニー・アロジー、イサック・ティアモ、アンドリュー・マッケイブ、ジョシュア・ロス                                 | オーストラリア       | 2012年8月10日 | ロンドン         |
| 大会          |        | |                      |               |                  |
| オリンピック  | 36秒84 | ネスタ・カーター、マイケル・フレイター、ヨハン・ブレーク、ウサイン・ボルト                                           | ジャマイカ           | 2012年8月11日 | ロンドン         |
| 世界選手権    | 37秒04 | ネスタ・カーター、マイケル・フレイター、ヨハン・ブレーク、ウサイン・ボルト                                           | ジャマイカ           | 2011年9月4日  | 大邱             |
| 世界リレー    | 37秒38 | ジャスティン・ガトリン、ライアン・ベイリー、タイソン・ゲイ、マイク・ロジャース                                       | アメリカ合衆国       | 2015年5月2日  | ナッソー         |
| U20世界選手権 | 38秒51 | Mihlali Xhotyeni、Sinesipho Dambile、Letlhogonolo Moleyane、Benjamin Richardson                                      | 南アフリカ共和国     | 2021年8月23日 | ナイロビ         |
| 日本          |        | |                      |               |                  |
| 日本          | 37秒43 | 多田修平、白石黄良々、桐生祥秀、サニブラウン・アブデル・ハキーム                                                     | 日本                 | 2019年10月5日 | ドーハ           |
| 学生          | 38秒45 | 大竹春樹、千田杜真寿、関口裕太、井上直紀                                                                             | 早稲田大学           | 2024年9月21日 | 川崎             |
| 学生(混成)    | 38秒44 | 山縣亮太、飯塚翔太、ケンブリッジ飛鳥、大瀬戸一馬、                                                                   | 日本                 | 2013年10月9日 | 天津             |
| U20           | 39秒01 | 大瀬戸一馬、橋元晃志、ケンブリッジ飛鳥、金森和貴                                                                     | 日本                 | 2012年7月13日 | バルセロナ       |
| U20           | 39秒01 | 竹田一平、山下潤、犬塚渉、大嶋健太                                                                                   | 日本                 | 2016年7月23日 | ブィドゴシュチュ |
| 高校(混成)    | 39秒16 | 大瀬戸一馬、橋元晃志、諏訪達郎、金森和貴                                                                             | 日本                 | 2012年5月3日  | 袋井             |
| 高校          | 39秒34 | 田村莉樹、南本陸斗、山本嶺心、大石凌功                                                                               | 洛南高等学校         | 2022年11月3日 | 袋井             |
| 中学          | 41秒80 | 笠原涼我、岡田健太、本石旺来、岡田康太                                                                               | 久喜市立栗橋東中学校 | 2025年8月20日 | 沖縄             |
| 中学(混成)    | 41秒14 | 小島昊大、星野月音、浮田兆、佐々木悠                                                                                 | 愛知県               | 2024年10月6日 | 東京             |

## 女子
| 記録          | タイム | 名前 | 所属                 | 日付           | 場所         |
| 世界          | 世界   | 世界 | 世界                 | 世界           | 世界         |
| ------------- | ------ | --- | -------------------- | -------------- | ------------ |
| 世界          | 40秒82 | ティアナ・マディソン、アリソン・フェリックス、ビアンカ・ナイト、カーメリタ・ジーター                         | アメリカ合衆国       | 2012年8月10日  | ロンドン     |
| U20世界       | 42秒58 | Serena COLE、Tina CLAYTON、Brianna LYSTON、Tia CLAYTON                                                       | ジャマイカ           | 2022年4月17日  | キングストン |
| U18世界最高   | 44秒05 | Petra Koppetsch、マルリース・ゲール、Margit Sinzel、クリスティナ・ブレーマー                                 | 東ドイツ             | 1975年8月24日  | アテネ       |
| エリア        |        | |                      |                |              |
| アジア        | 42秒23 | 肖琳、李亜麗、劉暁梅、李雪梅                                                                                 | 中国四川省           | 1997年10月23日 | 上海         |
| アフリカ      | 42秒10 | オルワトビロバ・アムサン 、 フェイバー・オフィリ、 ローズマリー・チュクマ 、 ヌズベチ グレース・ヌウォコチャ | ナイジェリア         | 2022年8月7日   | バーミンガム |
| 南米          | 42秒29 | エヴェリン・ドス・サントス、アナ・クラウディア・シルバ、フランシエラ・クラスッキ、ロザンジェラ・サントス     | ブラジル             | 2013年8月18日  | モスクワ     |
| ヨーロッパ    | 41秒37 | ジルケ・グラディッシュ＝メラー、ザビーネ・リーガー、イングリット・アウアースバルト、マルリース・ゲール       | 東ドイツ             | 1985年10月6日  | キャンベラ   |
| 北中米カリブ  | 40秒82 | ティアナ・マディソン、アリソン・フェリックス、ビアンカ・ナイト、カーメリタ・ジーター                         | アメリカ合衆国       | 2012年8月10日  | ロンドン     |
| オセアニア    | 42秒99 | レイチェル・マッセイ、スザンヌ・ブロードリック、ジョディ・ランバート、メリンダ・ゲインズフォード＝テイラー   | オーストラリア       | 2000年3月18日  | ポロクワネ   |
| 大会          |        | |                      |                |              |
| オリンピック  | 40秒82 | ティアナ・マディソン、アリソン・フェリックス、ビアンカ・ナイト、カーメリタ・ジーター                         | アメリカ合衆国       | 2012年8月10日  | ロンドン     |
| 世界選手権    | 41秒03 | タマリ・デビス、トワニシャ・テリー、ガブリエル・トーマス、シャカリ・リチャードソン                           | アメリカ合衆国       | 2023年8月25日  | ブダペスト   |
| 世界リレー    | 41秒85 | タマリ・デビス、ガブリエル・トーマス、セレラ・バーンズ、メリッサ・ジェファーソン                             | アメリカ合衆国       | 2024年5月5日   | ナッソー     |
| U20世界選手権 | 42秒94 | Serena Cole、Tina Clayton、Kerrica Hill、Tia Clayton                                                         | ジャマイカ           | 2021年8月23日  | ナイロビ     |
| 日本          |        | |                      |                |              |
| 日本          | 43秒33 | 青木益未、君嶋愛梨沙、兒玉芽生、御家瀬緑                                                                     | 日本                 | 2022年7月22日  | ユージーン   |
| 学生          | 43秒91 | 柴藤凜、前田美結子、大林璃音、山形愛羽                                                                       | 福岡大学             | 2025年7月13日  | 岐阜         |
| 学生(混成)    | 44秒56 | 竹内爽香、中村水月、壹岐いちこ、前山美優                                                                     | 日本                 | 2017年8月28日  | 台北         |
| U20/高校      | 44秒48 | 斉田果歩、福田真衣、上村希実、エドバー・イヨバ                                                               | 東京高等学校         | 2015年10月24日 | 横浜         |
| 中学          | 47秒04 | 岡稚奈、福井有香、稲荷未来、藤木志保                                                                         | 和歌山県立桐蔭中学校 | 2019年8月24日  | 大阪         |
| 中学(混成)    | 46秒34 | 森澤優佳、渡辺千奈津、佐藤葵唯、ハッサン・ナワール                                                           | 千葉県               | 2018年10月14日 | 神奈川       |

## 世界記録

### 歴代パフォーマンス10傑
|    | タイム | 名前                                                                                           | 所属           | 日付          | 場所             |
| -- | ------ | ---------------------------------------------------------------------------------------------- | -------------- | ------------- | ---------------- |
| 1  | 36秒84 | ネスタ・カーター、マイケル・フレイター、ヨハン・ブレーク、ウサイン・ボルト                     | ジャマイカ     | 2012年8月11日 | ロンドン         |
| 2  | 37秒04 | ネスタ・カーター、マイケル・フレイター、ヨハン・ブレーク、ウサイン・ボルト                     | ジャマイカ     | 2011年9月4日  | 大邱             |
| 3  | 37秒10 | クリスチャン・コールマン、ジャスティン・ガトリン、マイク・ロジャース、ノア・ライルズ           | アメリカ合衆国 | 2019年10月5日 | ドーハ           |
| 4  | 37秒27 | アサファ・パウエル、ヨハン・ブレーク、ニッケル・アシュミード、ウサイン・ボルト                 | ジャマイカ     | 2016年8月19日 | リオデジャネイロ |
| 5  | 37秒31 | スティーブ・マリングス、マイケル・フレイター、ウサイン・ボルト、アサファ・パウエル             | ジャマイカ     | 2009年8月22日 | ベルリン         |
| 6  | 37秒36 | ネスタ・カーター、ケマー・ベイリー＝コール、ニッケル・アシュミード、ウサイン・ボルト           | ジャマイカ     | 2013年8月18日 | モスクワ         |
| 6  | 37秒36 | ネスタ・カーター、アサファ・パウエル、ニッケル・アシュミード、ウサイン・ボルト                 | ジャマイカ     | 2015年8月29日 | 北京             |
| 6  | 37秒36 | アダム・ジェミリ、ツァーネル・ヒューズ、リチャード・キルティ、ネサニエル・ミッチェル・ブレーク | イギリス       | 2019年10月5日 | ドーハ           |
| 9  | 37秒38 | マイク・ロジャース、ジャスティン・ガトリン、タイソン・ゲイ、ライアン・ベイリー                 | アメリカ合衆国 | 2015年5月2日  | ナッソー         |
| 10 | 37秒39 | ネスタ・カーター、マイケル・フレイター、ヨハン・ブレーク、ケマー・ベイリー＝コール             | ジャマイカ     | 2012年8月10日 | ロンドン         |

|    | タイム  | 名前 | 所属           | 日付          | 場所             |
| -- | ------- | --- | -------------- | ------------- | ---------------- |
| 1  | 40秒82  | ティアナ・マディソン、アリソン・フェリックス、ビアンカ・ナイト、カーメリタ・ジーター                                   | アメリカ合衆国 | 2012年8月10日 | ロンドン         |
| 2  | 41秒01  | ティアナ・バートレッタ、アリソン・フェリックス、イングリッシュ・ガードナー、トリ・ボウイ                               | アメリカ合衆国 | 2016年8月19日 | リオデジャネイロ |
| 3  | 41秒02  | ブリアナ・ウィリアムズ、エレーン・トンプソン、シェリー＝アン・フレーザー＝プライス、シェリカ・ジャクソン               | ジャマイカ     | 2021年8月6日  | 東京             |
| 4  | 41秒07  | ベロニカ・キャンベル＝ブラウン、ナターシャ・モリソン、エレーン・トンプソン、シェリー＝アン・フレーザー＝プライス       | ジャマイカ     | 2015年8月29日 | 北京             |
| 5  | 41秒14  | メリッサ・ジェファーソン、アビー・ステイナー、ジェンナ・プランディーニ、トワニシャ・テリー                             | アメリカ合衆国 | 2022年7月24日 | オレゴン         |
| 6  | 41秒18. | ケンバ・ネルソン、エレーン・トンプソン、シェリー＝アン・フレーザー＝プライス、シェリカ・ジャクソン                     | ジャマイカ     | 2022年7月24日 | オレゴン         |
| 7  | 41秒29  | Carrie Russell、ケロン・スチュワート、Schillonie Calvert、シェリー＝アン・フレーザー＝プライス                         | ジャマイカ     | 2013年8月18日 | モスクワ         |
| 8  | 41秒36  | クリスタニア・ウィリアムズ、エレーン・トンプソン、ベロニカ・キャンベル＝ブラウン、シェリー＝アン・フレーザー＝プライス | ジャマイカ     | 2016年8月19日 | リオデジャネイロ |
| 9  | 41秒37  | ジルケ・グラディッシュ＝メラー、ザビーネ・リーガー、イングリット・アウアースバルト、マルリース・ゲール                 | 東ドイツ       | 1985年10月6日 | キャンベラ       |
| 10 | 41秒41  | シェリー＝アン・フレーザー＝プライス、シェローン・シンプソン、ベロニカ・キャンベル＝ブラウン、ケロン・スチュワート     | ジャマイカ     | 2012年8月10日 | ロンドン         |

### 国別歴代10傑
|    | タイム | 名前 | 所属                 | 日付          | 場所       |
| -- | ------ | --- | -------------------- | ------------- | ---------- |
| 1  | 36秒84 | ネスタ・カーター、マイケル・フレイター、ヨハン・ブレーク、ウサイン・ボルト                                           | ジャマイカ           | 2012年8月11日 | ロンドン   |
| 2  | 37秒10 | クリスチャン・コールマン、ジャスティン・ガトリン、マイク・ロジャース、ノア・ライルズ                                 | アメリカ合衆国       | 2019年10月5日 | ドーハ     |
| 3  | 37秒36 | アダム・ジェミリ、ツァーネル・ヒューズ、リチャード・キルティ、ネサニエル・ミッチェル・ブレーク                       | イギリス             | 2019年10月5日 | ドーハ     |
| 4  | 37秒43 | 多田修平、白石黄良々、桐生祥秀、サニブラウン・アブデル・ハキーム                                                     | 日本                 | 2019年10月5日 | ドーハ     |
| 5  | 37秒48 | アーロン・ブラウン、ジェロム・ブレーク、ブレンドン・ロドニー、アンドレ・ドグラス                                     | カナダ               | 2022年7月23日 | ユージーン |
| 6  | 37秒50 | ロレンツォ・パタ、マルセル・ジェイコブス、エセオサフォスティネ・デサル、フィリッポ・トルトゥ                         | イタリア             | 2021年8月6日  | 東京       |
| 7  | 37秒57 | バヤンダ・ワラザ 、 ショーン・マスワンガニー 、 ブラッドリー・ンコアナ、アカニ・シンビネ                             | 南アフリカ共和国     | 2024年8月9日  | パリ       |
| 8  | 37秒62 | ダレル・ブラウン、マルク・バーンズ、エマヌエル・カランダー、リチャード・トンプソン                                   | トリニダード・トバゴ | 2009年8月22日 | ベルリン   |
| 9  | 37秒72 | ロドリゴ・ドゥ・ナシメント、ヴィトール・ウーゴ・ドス・サントス、デリック・シルバ、パウロ・アンドレ・デ・オリヴェイラ | ブラジル             | 2019年10月5日 | ドーハ     |
| 10 | 37秒79 | 蘇炳添、許周政、呉智強、謝震業                                                                                       | 中国                 | 2019年10月4日 | ドーハ     |
| 10 | 37秒79 | マクシ・モリニエール、ダニエル・サングーマ、ジャン＝シャルル・トルアバル、ブルーノ・マリーローズ                     | フランス             | 1990年9月1日  | スプリト   |

|    | タイム | 名前 | 所属                 | 日付          | 場所               |
| -- | ------ | --- | -------------------- | ------------- | ------------------ |
| 1  | 40秒82 | ティアナ・マディソン、アリソン・フェリックス、ビアンカ・ナイト、カーメリタ・ジーター                             | アメリカ合衆国       | 2012年8月10日 | ロンドン           |
| 2  | 41秒02 | ブリアナ・ウィリアムズ、エレーン・トンプソン、シェリー＝アン・フレーザー＝プライス、シェリカ・ジャクソン         | ジャマイカ           | 2021年8月6日  | 東京               |
| 3  | 41秒37 | ジルケ・グラディッシュ＝メラー、ザビーネ・リーガー、イングリット・アウアースバルト、マルリース・ゲール           | 東ドイツ             | 1985年10月6日 | キャンベラ         |
| 4  | 41秒49 | Olga Bogoslovskaya、ガリーナ・マルチュギナ、Natalya Pomoshchnikova-Voronova、イリーナ・プリワロワ                | ロシア               | 1993年8月22日 | シュトゥットガルト |
| 5  | 41秒55 | アシャ・フィリップ、 イマニ・ランシコト 、ディナ・アッシャー＝スミス、ダリル・ネイタ                             | イギリス             | 2021年8月5日  | リオデジャネイロ   |
| 9  | 41秒62 | リーザ・マイヤー 、 ジナ・ルケンケンパー 、 タチアナ・ピント、 レベッカ・ハーゼ                                  | ドイツ               | 2016年6月26日 | マンハイム         |
| 6  | 41秒78 | パトリシア・ジラール、ミュリエル・ユルティス、Sylviane Félix、クリスティーン・アーロン                           | フランス             | 2003年8月30日 | パリ               |
| 7  | 41秒92 | サバセダ・フィンズ、チャンドラ・スターラップ、ポーリン・デービス＝トンプソン、デビー・ファーガソン＝マッケンジー | バハマ               | 1999年8月29日 | セビリア           |
| 8  | 42秒00 | Antonina Nastoburko、Natalya Voronova、Marina Zhirova、Elvira Barbashina                                         | ソビエト連邦         | 1985年8月17日 | モスクワ           |
| 10 | 42秒03 | ケリー＝アン・バプティステ、ミシェル＝リー・アイ、Reyare Thomas、Semoy Hackett                                   | トリニダード・トバゴ | 2015年8月29日 | 北京               |

### 世界記録の変遷
- 1977年以降の電気計時公認記録

| タイム | 名前                                                                                             | 所属                       | 日付          | 場所               | 大会                         |
| ------ | ------------------------------------------------------------------------------------------------ | -------------------------- | ------------- | ------------------ | ---------------------------- |
| 38秒03 | William Collins、スティーブ・リディック、Cliff Wiley、スティーヴ・ウィリアムズ                   | アメリカ合衆国             | 1977年9月3日  | デュッセルドルフ   | ワールドカップ               |
| 37秒86 | エミット・キング、ウィリー・ゴールト、カルヴィン・スミス、カール・ルイス                         | アメリカ合衆国             | 1983年8月10日 | ヘルシンキ         | 世界選手権                   |
| 37秒83 | サム・グラディ、ロン・ブラウン、カルヴィン・スミス、カール・ルイス                               | アメリカ合衆国             | 1984年8月11日 | ロサンゼルス       | オリンピック                 |
| 37秒79 | マクシ・モリニエール、ダニエル・サングーマ、ジャン＝シャルル・トルアバル、ブルーノ・マリーローズ | フランス                   | 1990年9月1日  | スプリト           | ヨーロッパ選手権             |
| 37秒79 | マイク・マーシュ、リロイ・バレル、フロイド・ハード、カール・ルイス                               | サンタモニカトラッククラブ | 1991年8月3日  | モナコ             | ヘラクレス                   |
| 37秒67 | マイク・マーシュ、リロイ・バレル、デニス・ミッチェル、カール・ルイス                             | アメリカ合衆国             | 1991年8月7日  | チューリッヒ       | ヴェルトクラッセチューリッヒ |
| 37秒50 | アンドレ・ケーソン、リロイ・バレル、デニス・ミッチェル、カール・ルイス                           | アメリカ合衆国             | 1991年9月1日  | 東京               | 世界選手権                   |
| 37秒40 | マイク・マーシュ、リロイ・バレル、デニス・ミッチェル、カール・ルイス                             | アメリカ合衆国             | 1992年8月8日  | バルセロナ         | オリンピック                 |
| 37秒40 | ジョン・ドラモンド、アンドレ・ケーソン、デニス・ミッチェル、リロイ・バレル                       | アメリカ合衆国             | 1993年8月21日 | シュトゥットガルト | 世界選手権                   |
| 37秒10 | ネスタ・カーター、マイケル・フレイター、ウサイン・ボルト、アサファ・パウエル                     | ジャマイカ                 | 2008年8月22日 | 北京               | オリンピック                 |
| 37秒04 | ネスタ・カーター、マイケル・フレイター、ヨハン・ブレーク、ウサイン・ボルト                       | ジャマイカ                 | 2011年9月4日  | 大邱               | 世界選手権                   |
| 36秒84 | ネスタ・カーター、マイケル・フレイター、ヨハン・ブレーク、ウサイン・ボルト                       | ジャマイカ                 | 2012年8月11日 | ロンドン           | オリンピック                 |

| タイム | 名前                                                                                               | 所属           | 日付          | 場所                         | 大会             |
| ------ | -------------------------------------------------------------------------------------------------- | -------------- | ------------- | ---------------------------- | ---------------- |
| 42秒27 | ヨハンナ・クリアー、Monika Hamann、Carla Bodendorf、マルリース・エルスナー                         | 東ドイツ       | 1978年8月19日 | ポツダム                     |                  |
| 42秒10 | マリタ・コッホ、ロミー・シュナイダー、イングリット・アウアースバルト、マルリース・ゲール           | 東ドイツ       | 1979年6月10日 | カール＝マルクス＝シュタット |                  |
| 42秒09 | クリスティナ・ブレーマー、ロミー・シュナイダー、イングリット・アウアースバルト、マルリース・ゲール | 東ドイツ       | 1979年8月4日  | トリノ                       | ヨーロッパカップ |
| 42秒09 | ロミー・シュナイダー、ベーベル・エッカート、イングリット・アウアースバルト、マルリース・ゲール     | 東ドイツ       | 1980年7月9日  | ベルリン                     |                  |
| 41秒85 | Romy Müller、ベーベル・エッカート、イングリット・アウアースバルト、マルリース・ゲール              | 東ドイツ       | 1980年7月13日 | ポツダム                     |                  |
| 41秒60 | Romy Müller、ベーベル・エッカート、イングリット・アウアースバルト、マルリース・ゲール              | 東ドイツ       | 1980年8月1日  | モスクワ                     | オリンピック     |
| 41秒53 | ジルケ・グラディッシュ、マリタ・コッホ、イングリット・アウアースバルト、マルリース・ゲール         | 東ドイツ       | 1983年7月31日 | モスクワ                     |                  |
| 41秒37 | ジルケ・グラディッシュ、ザビーネ・リーガー、イングリット・アウアースバルト、マルリース・ゲール     | 東ドイツ       | 1985年10月6日 | キャンベラ                   | ワールドカップ   |
| 40秒82 | ティアナ・マディソン、アリソン・フェリックス、ビアンカ・ナイト、カーメリタ・ジーター               | アメリカ合衆国 | 2012年8月10日 | ロンドン                     | オリンピック     |

## 日本記録

### 日本記録の変遷
- 1975年以降の電気計時公認記録

| タイム | 名前                                                             | 日付           | 場所             | 大会                 |
| ------ | ---------------------------------------------------------------- | -------------- | ---------------- | -------------------- |
| 40秒22 | 新帯哲美、岩本一雄、清水進、神野正英                             | 1975年10月19日 | 大阪（長居）     | 日中親善             |
| 40秒18 | 原田康弘、原田彰、松浦成夫、豊田敏夫                             | 1977年11月30日 | キャンベラ       | 記録会               |
| 39秒54 | 原田康弘、原田彰、松浦成夫、豊田敏夫                             | 1977年12月3日  | キャンベラ       | 太平洋沿岸5カ国大会  |
| 39秒31 | 有川秀之、宮崎博史、小池弘文、不破弘樹                           | 1986年10月5日  | ソウル           | アジア大会・決勝     |
| 38秒90 | 青戸慎司、山内健次、栗原浩司、高野進                             | 1988年10月1日  | ソウル           | オリンピック・準決勝 |
| 38秒81 | 青戸慎司、鈴木久嗣、井上悟、杉本龍勇                             | 1992年8月7日   | バルセロナ       | オリンピック・準決勝 |
| 38秒77 | 青戸慎司、鈴木久嗣、井上悟、杉本龍勇                             | 1992年8月8日   | バルセロナ       | オリンピック・決勝   |
| 38秒67 | 鈴木久嗣、伊東浩司、井上悟、伊藤喜剛                             | 1995年8月12日  | イエテボリ       | 世界選手権・準決勝   |
| 38秒44 | 井上悟、伊東浩司、土江寛裕、朝原宣治                             | 1997年8月9日   | アテネ           | 世界選手権・予選     |
| 38秒31 | 井上悟、伊東浩司、土江寛裕、朝原宣治                             | 1997年8月9日   | アテネ           | 世界選手権・準決勝   |
| 38秒31 | 川畑伸吾、伊東浩司、末續慎吾、朝原宣治                           | 2000年9月29日  | シドニー         | オリンピック・準決勝 |
| 38秒21 | 塚原直貴、末續慎吾、髙平慎士、朝原宣治                           | 2007年8月31日  | 大阪（長居）     | 世界選手権・予選     |
| 38秒03 | 塚原直貴、末續慎吾、髙平慎士、朝原宣治                           | 2007年9月1日   | 大阪（長居）     | 世界選手権・決勝     |
| 37秒68 | 山縣亮太、飯塚翔太、桐生祥秀、ケンブリッジ飛鳥                   | 2016年8月18日  | リオデジャネイロ | オリンピック・予選   |
| 37秒60 | 山縣亮太、飯塚翔太、桐生祥秀、ケンブリッジ飛鳥                   | 2016年8月19日  | リオデジャネイロ | オリンピック・決勝   |
| 37秒43 | 多田修平、白石黄良々、桐生祥秀、サニブラウン・アブデル・ハキーム | 2019年10月5日  | ドーハ           | 世界選手権・決勝     |

| タイム | 名前                                           | 日付           | 場所             | 大会                       |
| ------ | ---------------------------------------------- | -------------- | ---------------- | -------------------------- |
| 46秒72 | 森田美知子、大迫夕起子、坪田ゆき子、松下さゆり | 1975年10月12日 | 東京（国立）     | 日中対抗                   |
| 46秒55 | 岡田和子、秋元恵美、田中輝代、小西恵美子       | 1977年11月30日 | キャンベラ       | 記録会                     |
| 46秒45 | 岡田和子、秋元恵美、田中輝代、小西恵美子       | 1977年12月3日  | キャンベラ       | 太平洋沿岸5カ国大会        |
| 46秒38 | 阿萬亜里沙、秋元恵美、小西恵美子、貝原澄子     | 1978年9月10日  | 東京（国立）     | 日中対抗                   |
| 46秒21 | 大迫夕起子、秋元恵美、小西恵美子、貝原澄子     | 1978年9月25日  | 東京（国立）     | 8カ国対抗競技会            |
| 45秒85 | 大迫夕起子、貝原澄子、小西恵美子、秋元恵美     | 1979年6月2日   | 東京（国立）     | アジア選手権・決勝         |
| 45秒70 | 逢坂十美、大迫夕起子、小西恵美子、秋元恵美     | 1981年6月6日   | 東京（国立）     | アジア選手権・決勝         |
| 45秒13 | 小西恵美子、秋元恵美、吉田淳子、磯崎公美       | 1982年11月25日 | ニューデリー     | アジア大会・決勝           |
| 44秒85 | 正木典子、柿沼和恵、北田敏恵、野村綾子         | 1991年8月31日  | 東京（国立）     | 世界選手権・予選           |
| 44秒81 | 伊藤佳奈恵、北田敏恵、柿沼和恵、金子朋未       | 1994年9月15日  | 東京（国立）     | スーパー陸上               |
| 44秒57 | 伊藤佳奈恵、北田敏恵、柿沼和恵、金子朋未       | 1994年10月16日 | 広島（広島広域） | アジア大会・決勝           |
| 44秒41 | 雉子波秀子、岩本敏恵、吉田香織、新井初佳       | 1997年5月10日  | 大阪（長居）     | 国際グランプリ大阪         |
| 44秒12 | 岩本敏恵、新井初佳、坂上香織、金沢イボンヌ     | 1999年5月8日   | 大阪（長居）     | 国際グランプリ大阪         |
| 44秒11 | 岩本敏恵、新井初佳、坂上香織、金沢イボンヌ     | 1999年5月22日  | 尼崎（尼崎）     | 関西実業団選手権           |
| 44秒10 | 石田智子、鈴木亜弓、坂上香織、新井初佳         | 2003年7月26日  | 札幌（円山）     | 南部記念                   |
| 43秒77 | 石田智子、鈴木亜弓、坂上香織、新井初佳         | 2004年5月8日   | 大阪（長居）     | 国際グランプリ大阪         |
| 43秒67 | 石田智子、信岡沙希重、福島千里、髙橋萌木子     | 2008年5月24日  | 北京             | オリンピックプレ大会・予選 |
| 43秒58 | 北風沙織、福島千里、渡辺真弓、髙橋萌木子       | 2009年5月9日   | 大阪（長居）     | 国際グランプリ大阪         |
| 43秒39 | 北風沙織、髙橋萌木子、福島千里、市川華菜       | 2011年5月8日   | 川崎（等々力）   | ゴールデングランプリ川崎   |
| 43秒33 | 青木益未、君嶋愛梨沙、兒玉芽生、御家瀬緑       | 2022年7月22日  | ユージーン       | 世界選手権・予選           |

### 日本歴代パフォーマンス10傑
|    | タイム | 名前                                                             | 日付          | 場所             | 大会               |
| -- | ------ | ---------------------------------------------------------------- | ------------- | ---------------- | ------------------ |
| 1  | 37秒43 | 多田修平、白石黄良々、桐生祥秀、サニブラウン・アブデル・ハキーム | 2019年10月5日 | ドーハ           | 世界選手権・決勝   |
| 2  | 37秒60 | 山縣亮太、飯塚翔太、桐生祥秀、ケンブリッジ飛鳥                   | 2016年8月19日 | リオデジャネイロ | オリンピック・決勝 |
| 3  | 37秒68 | 山縣亮太、飯塚翔太、桐生祥秀、ケンブリッジ飛鳥                   | 2016年8月18日 | リオデジャネイロ | オリンピック・予選 |
| 4  | 37秒71 | 坂井隆一郎、栁田大輝、小池祐貴、サニブラウン・アブデル・ハキーム | 2023年8月25日 | ブダペスト       | 世界選手権・予選   |
| 5  | 37秒78 | 多田修平、小池祐貴、桐生祥秀、白石黄良々                         | 2019年7月21日 | ロンドン         | ロンドングランプリ |
| 5  | 37秒78 | 小池祐貴、白石黄良々、桐生祥秀、サニブラウン・アブデル・ハキーム | 2019年10月4日 | ドーハ           | 世界選手権・予選   |
| 5  | 37秒78 | 坂井隆一郎、サニブラウン・アブデル・ハキーム、桐生祥秀、上山紘輝 | 2024年8月9日  | パリ             | オリンピック・決勝 |
| 8  | 37秒80 | 坂井隆一郎、栁田大輝、小池祐貴、上山紘輝                         | 2023年7月23日 | ロンドン         | ダイヤモンドリーグ |
| 9  | 37秒83 | 坂井隆一郎、栁田大輝、小池祐貴、サニブラウン・アブデル・ハキーム | 2023年8月26日 | ブダペスト       | 世界選手権・決勝   |
| 10 | 37秒84 | サニブラウン・アブデル・ハキーム、愛宕頼、鵜澤飛羽、井上直紀     | 2025年5月10日 | 広州             | 世界リレー・予選   |

|    | タイム | 名前                                       | 日付          | 場所       | 大会                        |
| -- | ------ | ------------------------------------------ | ------------- | ---------- | --------------------------- |
| 1  | 43秒33 | 青木益未、君嶋愛梨沙、兒玉芽生、御家瀬緑   | 2022年7月22日 | ユージーン | 世界選手権・予選            |
| 2  | 43秒39 | 北風沙織、髙橋萌木子、福島千里、市川華菜   | 2011年5月8日  | 川崎       | ゴールデングランプリ川崎    |
| 3  | 43秒44 | 青山華依、児玉芽生、斎藤愛美、鶴田玲美     | 2021年8月5日  | 東京       | オリンピック・予選          |
| 4  | 43秒58 | 北風沙織、福島千里、渡辺真弓、髙橋萌木子   | 2009年5月9日  | 大阪       | 国際グランプリ大阪          |
| 5  | 43秒61 | 渡辺真弓、土井杏南、福島千里、市川華菜     | 2015年5月10日 | 川崎       | ゴールデングランプリ川崎    |
| 6  | 43秒63 | 三浦愛華、鶴田玲美、青野朱李、山形愛羽     | 2024年5月5日  | バハマ     | 世界リレー・予選            |
| 7  | 43秒65 | 北風沙織、髙橋萌木子、福島千里、市川華菜   | 2011年5月22日 | 嘉興       | アジアグランプリ第1戦・予選 |
| 8  | 43秒67 | 石田智子、信岡沙希重、福島千里、髙橋萌木子 | 2008年5月24日 | 北京       | オリンピックプレ大会・予選  |
| 9  | 43秒74 | 北風沙織、土井杏南、渡辺真弓、市川華菜     | 2014年5月11日 | 東京       | ゴールデングランプリ東京    |
| 10 | 43秒77 | 石田智子、鈴木亜弓、坂上香織、小島初佳     | 2004年5月8日  | 大阪       | 国際グランプリ大阪          |

### 単独チーム歴代10傑
- 実業団・大学・高校などの単独チームが記録した、メンバー別の歴代最高タイムを記載

|    | タイム | 名前                                     | 所属       | 日付          | 場所 |
| -- | ------ | ---------------------------------------- | ---------- | ------------- | ---- |
| 1  | 38秒45 | 大竹春樹、千田杜真寿、関口裕太、井上直紀 | 早稲田大学 | 2024年9月21日 | 川崎 |
| 2  | 38秒47 | 重谷大樹、栁田大輝、成島陽希、大石凌功   | 東洋大学   | 2024年9月21日 | 川崎 |
| 3  | 38秒54 | 畠山純、川面聡大、河合元紀、飯塚翔太     | 中央大学   | 2010年5月22日 | 東京 |
| 4  | 38秒57 | 宮崎久、末續慎吾、藤本俊之、奥迫政之     | 東海大学   | 2001年9月29日 | 東京 |
| 5  | 38秒58 | 中野涼太、山下潤、東田旺洋、齋藤勇真     | 筑波大学   | 2019年9月12日 | 岐阜 |
| 6  | 38秒65 | 宮城辰郎、染谷佳大、飯塚拓巳、大久保公彦 | 中央大学   | 2019年9月12日 | 岐阜 |
| 7  | 38秒72 | 塚口哲平、三田寺虎琉、鈴木大河、一瀬輝星 | 日本大学   | 2022年5月19日 | 東京 |
| 7  | 38秒72 | 木梨嘉紀、西岡尚輝、久保井颯、先本貴一朗 | 筑波大学   | 2025年7月13日 | 岐阜 |
| 9  | 38秒75 | 女部田亮、谷口耕太郎、猶木雅文、飯塚翔太 | 中央大学   | 2013年5月25日 | 横浜 |
| 10 | 38秒77 | 女部田亮、猶木雅文、渡辺将志、飯塚翔太   | 中央大学   | 2013年9月7日  | 東京 |

|    | タイム | 名前                                               | 所属         | 日付           | 場所 |
| -- | ------ | -------------------------------------------------- | ------------ | -------------- | ---- |
| 1  | 43秒91 | 柴藤凜、前田美結子、大林璃音、山形愛羽             | 福岡大学     | 2025年7月13日  | 岐阜 |
| 2  | 44秒37 | 佐藤真有、千葉麻美、青木沙弥佳、渡辺真弓           | 東邦銀行     | 2012年10月27日 | 横浜 |
| 3  | 44秒39 | 成田朱里、杉本心結、倉橋美穂、佐藤葵唯             | 青山学院大学 | 2025年6月5日   | 岡山 |
| 4  | 44秒40 | 渡辺真弓、栗本佳世子、松田薫、丹野麻美             | ナチュリル   | 2008年8月30日  | 天童 |
| 5  | 44秒47 | 角良子、永石小雪、児島柚月、瀧野未来               | 立命館大学   | 2025年6月5日   | 岡山 |
| 6  | 44秒48 | 斉田果歩、福田真衣、上村希実、 エドバー・イヨバ    | 東京高等学校 | 2015年10月24日 | 横浜 |
| 6  | 44秒48 | 紫村仁美、千葉麻美、青木沙弥佳、渡辺真弓           | 東邦銀行     | 2015年10月24日 | 横浜 |
| 8  | 44秒51 | 伊藤彩香、兒玉芽生、渡邉輝、城戸優来               | 福岡大学     | 2021年9月17日  | 熊谷 |
| 8  | 44秒51 | 千葉安珠、藏重みう、奥野由萌、税田ジェニファー璃美 | 甲南大学     | 2025年5月4日   | 大阪 |
| 10 | 44秒52 | 藏重みう、岡根和奏、井戸アビゲイル風果、奥野由萌   | 甲南大学     | 2023年9月14日  | 熊谷 |

### チーム別単独チーム歴代10傑
- 実業団・大学・高校などの単独チームが記録した、チーム別の歴代最高タイムを記載

|    | タイム | 名前                                     | 所属       | 日付           | 場所 |
| -- | ------ | ---------------------------------------- | ---------- | -------------- | ---- |
| 1  | 38秒54 | 畠山純、川面聡大、河合元紀、飯塚翔太     | 中央大学   | 2010年5月22日  | 東京 |
| 2  | 38秒57 | 宮崎久、末續慎吾、藤本俊之、奥迫政之     | 東海大学   | 2001年9月29日  | 東京 |
| 3  | 38秒72 | 塚口哲平、三田寺虎琉、鈴木大河、一瀬輝星 | 日本大学   | 2022年5月19日  | 東京 |
| 4  | 38秒79 | 西垣佳哉、大瀬戸一馬、矢野琢斗、長田拓也 | 法政大学   | 2015年10月24日 | 横浜 |
| 5  | 38秒81 | 北村拓也、九鬼巧、竹下裕希、橋元晃志     | 早稲田大学 | 2013年5月25日  | 横浜 |
| 6  | 38秒82 | 高木恒、川西裕太、山口冬馬、上山紘輝     | 近畿大学   | 2021年11月3日  | 静岡 |
| 7  | 38秒91 | 宮内和哉、松井健斗、濱田澪、山田雄大     | 関西大学   | 2023年5月25日  | 大阪 |
| 8  | 38秒94 | 野川大地、小谷優介、堀江新太郎、土手啓史 | 住友電工   | 2014年10月11日 | 山口 |
| 9  | 39秒01 | 品田直宏、斎藤仁志、石塚祐輔、安孫子充裕 | 筑波大学   | 2007年5月18日  | 東京 |
| 10 | 39秒06 | 梨本真輝、九鬼巧、諏訪達郎、東魁輝       | NTN        | 2017年9月23日  | 大阪 |

|    | タイム | 名前                                               | 所属         | 日付           | 場所 |
| -- | ------ | -------------------------------------------------- | ------------ | -------------- | ---- |
| 1  | 43秒91 | 柴藤凛、前田美結子、大林璃音、山形愛羽             | 福岡大学     | 2025年7月13日  | 岐阜 |
| 2  | 44秒37 | 佐藤真有、千葉麻美、青木沙弥佳、渡辺真弓           | 東邦銀行     | 2012年10月27日 | 横浜 |
| 3  | 44秒39 | 成田朱里、杉本心結、倉橋美穂、佐藤葵唯             | 青山学院大学 | 2025年6月5日   | 岡山 |
| 4  | 44秒40 | 渡辺真弓、栗本佳世子、松田薫、丹野麻美             | ナチュリル   | 2008年8月30日  | 天童 |
| 5  | 44秒47 | 角良子、永石小雪、児島柚月、瀧野未来               | 立命館大学   | 2025年6月5日   | 岡山 |
| 6  | 44秒48 | 斉田果歩、福田真衣、上村希実、エドバー・イヨバ     | 東京高等学校 | 2015年10月24日 | 横浜 |
| 7  | 44秒51 | 千葉安珠、藏重みう、奥野由萌、税田ジェニファー璃美 | 甲南大学     | 2025年5月4日   | 大阪 |
| 8  | 44秒59 | 湯淺佳那子、福田真衣、広沢真愛、山田美来           | 日本体育大学 | 2018年9月7日   | 川崎 |
| 9  | 44秒80 | 佐藤真有、千葉麻美、青木沙弥佳、渡辺真弓           | 福島大学     | 2006年10月28日 | 横浜 |
| 10 | 44秒87 | 中野瞳、岡部奈緒、佐野布由実、世古和               | 筑波大学     | 2010年5月22日  | 東京 |

### チーム別実業団歴代5傑
- 実業団のチームが記録した、チーム別の歴代最高タイムを記載

|   | タイム | 名前                                     | 所属     | 日付           | 場所 |
| - | ------ | ---------------------------------------- | -------- | -------------- | ---- |
| 1 | 38秒94 | 野川大地、小谷優介、堀江新太郎、土手啓史 | 住友電工 | 2014年10月11日 | 山口 |
| 2 | 39秒06 | 梨本真輝、九鬼巧、諏訪達郎、東魁輝       | NTN      | 2017年9月23日  | 大阪 |
| 3 | 39秒37 | 川面聡大、石塚祐輔、安孫子充裕、飯塚翔太 | ミズノ   | 2014年10月11日 | 山口 |
| 3 | 39秒37 | 川面聡大、飯塚翔太、石塚祐輔、渡邉和也   | ミズノ   | 2016年9月24日  | 大阪 |
| 4 | 39秒44 | 土江寛裕、伊藤辰哉、藤本俊之、今井康太   | 富士通   | 2002年10月27日 | 横浜 |
| 5 | 39秒45 | 立山崇裕、江崎学、渡辺雅弘、柴田剛       | 城山観光 | 1999年10月16日 | 横浜 |

|   | タイム | 名前                                     | 所属             | 日付           | 場所 |
| - | ------ | ---------------------------------------- | ---------------- | -------------- | ---- |
| 1 | 44秒37 | 佐藤真有、千葉麻美、青木沙弥佳、渡辺真弓 | 東邦銀行         | 2012年10月27日 | 横浜 |
| 2 | 44秒40 | 渡辺真弓、栗本佳世子、松田薫、丹野麻美   | ナチュリル       | 2008年8月30日  | 天童 |
| 3 | 44秒64 | 熊谷史子、北風沙織、野村有香、福島千里   | 北海道ハイテクAC | 2011年10月29日 | 横浜 |
| 4 | 45秒71 | 瀬野恵美子、藤井由香、高島三幸、長島麻美 | 三英社           | 1999年10月16日 | 横浜 |
| 5 | 45秒80 | 高木志帆、三宅奈緒香、野口聖菜、工藤真希 | 住友電工         | 2014年10月31日 | 横浜 |

### 学校別学生歴代5傑
- 大学のチームが記録した、学校別の歴代最高タイムを記載

|   | タイム | 名前                                     | 所属       | 日付          | 場所 |
| - | ------ | ---------------------------------------- | ---------- | ------------- | ---- |
| 1 | 38秒45 | 大竹春樹、千田杜真寿、関口裕太、井上直紀 | 早稲田大学 | 2024年9月21日 | 川崎 |
| 2 | 38秒47 | 重谷大樹、栁田大輝、成島陽紀、大石凌功   | 東洋大学   | 2024年9月21日 | 川崎 |
| 3 | 38秒54 | 畠山純、川面聡大、河合元紀、飯塚翔太     | 中央大学   | 2010年5月22日 | 東京 |
| 4 | 38秒57 | 宮崎久、末續慎吾、藤本俊之、奥迫政之     | 東海大学   | 2001年9月29日 | 東京 |
| 5 | 38秒58 | 中野涼介、山下潤、東田旺洋、齊藤勇真     | 筑波大学   | 2019年9月12日 | 岐阜 |

|   | タイム | 名前                                               | 所属         | 日付          | 場所 |
| - | ------ | -------------------------------------------------- | ------------ | ------------- | ---- |
| 1 | 43秒91 | 柴藤凛、前田美結子、大林璃音、山形愛羽             | 福岡大学     | 2025年7月13日 | 岐阜 |
| 2 | 44秒39 | 成田朱里、杉本心結、倉橋美穂、佐藤葵唯             | 青山学院大学 | 2025年6月5日  | 岡山 |
| 3 | 44秒47 | 角良子、永石小雪、児島柚月、瀧野未来               | 立命館大学   | 2025年6月5日  | 岡山 |
| 4 | 44秒51 | 千葉安珠、藏重みう、奥野由萌、税田ジェニファー璃美 | 甲南大学     | 2025年5月4日  | 大阪 |
| 5 | 44秒59 | 湯淺佳那子、福田真衣、広沢真愛、山田美来           | 日本体育大学 | 2018年9月7日  | 川崎 |

### 学校別高校歴代5傑
- 高校のチームが記録した、学校別の歴代最高タイムを記載

|   | タイム | 名前                                       | 所属                         | 日付          | 場所 |
| - | ------ | ------------------------------------------ | ---------------------------- | ------------- | ---- |
| 1 | 39秒34 | 田村莉樹、南本陸斗、山本嶺心、大石凌功     | 洛南高等学校                 | 2022年11月3日 | 袋井 |
| 2 | 39秒48 | 林孝太郎、野崎煌貴、青山侑樹、西岡尚輝     | 東海大学付属大阪仰星高等学校 | 2024年6月13日 | 大阪 |
| 3 | 39秒49 | 北村仁一朗、安川飛翔、安藤光惺、土井カハル | 洛南高等学校                 | 2025年7月27日 | 広島 |
| 4 | 39秒71 | 馬原浩志郎、田原慶人、東島権治、片山瑛太   | 船橋市立船橋高等学校         | 2024年11月2日 | 袋井 |
| 5 | 39秒72 | 段林翔希、魚里勇介、三崎大樹、大西絢也     | 滝川第二高等学校             | 2012年11月3日 | 袋井 |

|   | タイム | 名前                                           | 所属                         | 日付           | 場所 |
| - | ------ | ---------------------------------------------- | ---------------------------- | -------------- | ---- |
| 1 | 44秒48 | 斉田果歩、福田真衣、上村希実、エドバー・イヨバ | 東京高等学校                 | 2015年10月24日 | 横浜 |
| 2 | 45秒12 | 八代理衣、三輪琉姫、布施一葉、坂本茜           | 中京大中京高等学校           | 2025年7月27日  | 広島 |
| 3 | 45秒17 | 高橋希心、田中里歩、遠山あん、新井美心         | 埼玉県立伊奈学園総合高等学校 | 2025年7月27日  | 広島 |
| 4 | 45秒23 | 初見笑里、阿部彩花、吉田実結、土井杏南         | 埼玉栄高等学校               | 2013年7月30日  | 大分 |
| 5 | 45秒29 | 前田紗希、倉橋美穂、須崎心優、藏重みう         | 中京大学付属中京高等学校     | 2021年11月3日  | 静岡 |

## 五輪・世界選手権における日本チームの入賞歴
日本が同種目に初参加したのは1928年アムステルダムオリンピックからで、続くロサンゼルス、ベルリンと戦前において3大会連続で参加した。中でも1932年ロサンゼルスオリンピックでは決勝進出を果たし、アジア勢初の5位入賞を果たした。戦後の1956年メルボルンオリンピックで20年ぶりに競技に復帰したが、その後は苦戦が続き、1968年メキシコシティーオリンピック終了後は暫く代表チームの派遣されなかった。ちなみにメキシコシティーオリンピックの日本代表は、短距離走の選手は飯島秀雄のみで、残り3名（阿部直紀、小倉新司、山田宏臣）が走幅跳の選手で構成されるという珍しいチーム編成であった。
1988年ソウルオリンピックから競技に復帰する。青木半治の「どんなに弱くても、リレーはオリンピックに連れて行くべきだ。リレーが基本なのだから」との考えから、20年間に渡って派遣されていなかった日本代表を派遣させた。続く1992年バルセロナオリンピックで60年ぶりに決勝進出し、戦後初の6位入賞を果たす。以後個々の走力のハンデを緻密なバトンパスで補う日本のリレーはオリンピックや世界選手権で入賞を重ね、今日の日本代表の活躍につながった。

### 五輪における日本男子チームの入賞歴
| 年   | 大会                                           | 開催国         | 選手名                                                           | 成績 | 記録   |
| ---- | ---------------------------------------------- | -------------- | ---------------------------------------------------------------- | ---- | ------ |
| 1932 | 第10回オリンピック競技大会（ロサンゼルス）     | アメリカ合衆国 | 吉岡隆徳、南部忠平、阿武巌夫、中島亥太郎                         | 5位  | 41秒3  |
| 1992 | 第25回オリンピック競技大会（バルセロナ）       | スペイン       | 青戸慎司、鈴木久嗣、井上悟、杉本龍勇                             | 6位  | 38秒77 |
| 2000 | 第27回オリンピック競技大会（シドニー）         | オーストラリア | 小島茂之、伊東浩司、末續慎吾、朝原宣治                           | 6位  | 38秒66 |
| 2004 | 第28回オリンピック競技大会（アテネ）           | ギリシャ       | 土江寛裕、末續慎吾、髙平慎士、朝原宣治                           | 4位  | 38秒49 |
| 2008 | 第29回オリンピック競技大会（北京）             | 中国           | 塚原直貴、末續慎吾、髙平慎士、朝原宣治                           | 2位  | 38秒15 |
| 2012 | 第30回オリンピック競技大会（ロンドン）         | イギリス       | 山縣亮太、江里口匡史、髙平慎士、飯塚翔太                         | 4位  | 38秒35 |
| 2016 | 第31回オリンピック競技大会（リオデジャネイロ） | ブラジル       | 山縣亮太、飯塚翔太、桐生祥秀、ケンブリッジ飛鳥                   | 2位  | 37秒60 |
| 2024 | 第33回オリンピック競技大会（パリ）             | フランス       | 坂井隆一郎、サニブラウン・アブデル・ハキーム、桐生祥秀、上山紘輝 | 5位  | 37秒78 |

- 戦前の1932年ロサンゼルス五輪で日本男子チームが5位入賞を果たす。戦後は1992年バルセロナ五輪において60年ぶりに決勝進出（6位入賞）すると、その後は決勝の常連チームとなる。
- 北京五輪（2008年）とリオデジャネイロ五輪（2016年）で2度銀メダルを獲得し、五輪においての最高成績となっている。

### 世界選手権における日本男子チームの入賞歴
| 年   | 大会                                        | 開催国       | 選手名                                                           | 成績 | 記録   |
| ---- | ------------------------------------------- | ------------ | ---------------------------------------------------------------- | ---- | ------ |
| 1995 | 第5回世界陸上競技選手権大会（ヨーテボリ）   | スウェーデン | 鈴木久嗣、伊東浩司、井上悟、伊藤喜剛                             | 5位  | 39秒33 |
| 2001 | 第8回世界陸上競技選手権大会（エドモントン） | カナダ       | 松田亮、末続慎吾、藤本俊之、朝原宣治                             | 4位  | 38秒96 |
| 2003 | 第9回世界陸上競技選手権大会（パリ）         | フランス     | 土江寛裕、宮崎久、松田亮、朝原宣治                               | 6位  | 39秒95 |
| 2005 | 第10回世界陸上競技選手権大会（ヘルシンキ）  | フィンランド | 末續慎吾、髙平慎士、吉野達郎、朝原宣治                           | 8位  | 38秒77 |
| 2007 | 第11回世界陸上競技選手権大会（大阪）        | 日本         | 塚原直貴、末續慎吾、髙平慎士、朝原宣治                           | 5位  | 38秒03 |
| 2009 | 第12回世界陸上競技選手権大会（ベルリン）    | ドイツ       | 江里口匡史、塚原直貴、髙平慎士、藤光謙司                         | 4位  | 38秒30 |
| 2013 | 第14回世界陸上競技選手権大会（モスクワ）    | ロシア       | 桐生祥秀、藤光謙司、髙瀬慧、飯塚翔太                             | 6位  | 38秒39 |
| 2017 | 第16回世界陸上競技選手権大会（ロンドン）    | イギリス     | 多田修平、飯塚翔太、桐生祥秀、藤光謙司                           | 3位  | 38秒04 |
| 2019 | 第17回世界陸上競技選手権大会（ドーハ）      | カタール     | 多田修平、白石黄良々、桐生祥秀、サニブラウン・アブデル・ハキーム | 3位  | 37秒43 |
| 2023 | 第19回世界陸上競技選手権大会（ブダペスト）  | ハンガリー   | 坂井隆一郎、栁田大輝、小池祐貴、サニブラウン・アブデル・ハキーム | 5位  | 37秒83 |

- 1995年世界陸上競技選手権大会で日本男子チームが5位入賞を果たす。2017年世界陸上競技選手権大会において3位入賞を果たし、五輪に続いてメダルを獲得した。

### 五輪・世界選手権における日本女子チームの入賞歴
| 年   | 大会                                       | 開催国         | 選手名                                 | 成績 | 記録  |
| ---- | ------------------------------------------ | -------------- | -------------------------------------- | ---- | ----- |
| 1932 | 第10回オリンピック競技大会（ロサンゼルス） | アメリカ合衆国 | 村岡美枝、中西みち、土倉麻、渡辺すみ子 | 5位  | 48秒9 |

- 1932年ロサンゼルスオリンピックにおいて日本女子チームが5位入賞を果たした。なお、この大会を最後にオリンピック・世界選手権を通じて日本女子チームは決勝から遠ざかっている。

## 関連書籍・DVD
- 『4×100mR　技術と戦い方のすべて　大阪高校4継・勝利への法則』（指導・解説：岡本博（大阪高等学校陸上競技部監督）、実技：大阪高等学校陸上競技部、ジャパンライム、2007/8、DVD）
- 『夏から夏へ』（佐藤多佳子(著)、集英社、2008/7、日本男子リレーチームを2007大阪世界陸上から2008北京オリンピックまで取材したノンフィクション、ISBN 978-4087813906）
- 『つなぐ力』（石井信(著)、集英社、2009/7、個人記録10秒台で戦う日本男子リレーチームが北京五輪で世界3位に入ることができたのは何故か、世界と戦うための緻密なバトンパスのプロジェクトに迫る、ISBN 978-4087814255）
- 『チーム朝原の挑戦　バトンは夢をつなぐ』（折山淑美(著)、学習研究社、2009/7、北京五輪4×100mリレーの快挙、銅メダル。日本代表として世界に挑んできた「チーム朝原」の熱い物語。ISBN 978-4052031335）
- 『夏から夏へ (集英社文庫)』（佐藤多佳子(著)、集英社、2010/6、2008/7の版を文庫本化。2007大阪世界陸上、2008北京オリンピック、アンカー走者・朝原宣治との文庫オリジナル対談つき。ISBN 978-4087465778）